# Maranatha
Maranatha (auch: Maranata; ܡܪܢܐ ܬܐ/מרנא תא maranâ’ thâ’ oder ܡܪܢ ܐܬܐ/מרן אתא maran ’athâ’) ist ein aramäischer Ausruf, der wohl von den frühen Christen benutzt wurde. In frühchristlicher Zeit drückte das aramäische Wort Maranatha die Erwartung der baldigen Wiederkehr Jesu Christi nach seiner Himmelfahrt aus. 
Es findet sich in der Bibel an einer einzigen Stelle, und zwar in 1 Kor 16,22 . Mögliche Übersetzungen sind: „Unser Herr ist gekommen“ (maran atha) oder „Unser Herr wird kommen“ oder – am wahrscheinlichsten – „Unser Herr, komm!“ (marana tha). Ähnlich ist Offb 22,20 , wo es in Griechisch geschrieben heißt: „Amen. Komm, Herr Jesus!“.
Vermutlich stammt der Ruf aus den christlichen Urgemeinden, dort war die Erwartung der Wiederkehr Jesu sehr ausgeprägt.
In der Didache wurde der Ausruf Maranatha später eher im Sinne eines Dankgebets und als Herbeirufung Jesu nach dem christlichen Gemeinschaftsmahl der Didache verwendet. In der römisch-katholischen Kirche wird Maranatha u. a. in der Adventszeit als Kommunionvers gesprochen, womit die Bedeutung des Verses auf die Geburt Christi, bzw. seine Wiederkehr bezogen wird.
In beiden Fällen wird der Satz in einem liturgischen Kontext gebraucht.

## Bedeutung
Von der Didache ausgehend, kann der Satz als eschatologischer Ausblick gedeutet werden, der sich an 1 Kor 11,23-26  anlehnt.
Von der christologischen Bedeutung ist der Ausruf mit „Jesus ist der Herr“ verwandt, welcher beispielsweise in Röm 10,9  und 1 Kor 12,3  genannt wird.

## Trivia
Morris L. West benutzt den Ausdruck in seinem Parusie-Roman Die Gaukler Gottes in der Form maran‚ athâ‘, wobei „Mr. Atha“ der Name ist, unter dem der zurückgekommene Christus ‚auftritt‘, ehe er sich mit dem Hinweis auf den ganzen Ausdruck zu erkennen gibt.